# Warui yatsu hodo yoku nemuru
Warui yatsu hodo yoku nemuru (悪い奴ほどよく眠る, lit. "pior o vilão, melhor ele dorme") (bra: Homem Mau Dorme Bem/prt: O Sono Justo dos Maus) é um filme japonês de 1960, dirigido por Akira Kurosawa com roteiro de Shinobu Hashimoto e Eijirō Hisaita.
O filme, como definiu o próprio diretor, é uma espécie de denúncia da corrupção e dos crimes que acontecem nos bastidores do mundo dos negócios, com forte influência do gênero noir. O filme possui uma história vagamente baseada em Hamlet, peça shakespeareana.
Foi indicado ao Urso de Ouro no Festival de Berlim em 1961.

## Sinopse
A filha de um grande empresário casa-se com um dos seus funcionários. Já na festa de casamento circulam rumores sobre o suicídio, cinco anos antes, do pai do noivo, que também havia sido empregado da empresa. O filme gira em torno da investigação do filho desconfiado da versão dada para a morte de seu pai.

## Elenco
- Toshirō Mifune .... Koichi Nishi
- Masayuki Mori .... Iwabuchi
- Kyōko Kagawa .... Keiko Nishi
- Tatsuya Mihashi .... Tatsuo Iwabuchi
- Takashi Shimura .... Moriyama
- Kō Nishimura .... Shirai